# Cainiao
Cainiao Smart Logistics Network Limited (chiń. 菜鸟网络科技有限公司), wcześniej znana jako China Smart Logistics Network – chińska firma logistyczna założona 28 maja 2013 przez Alibaba Group. Według szacunków z maja 2018 Cainiao jest jednym z największych startupów unicorn w Chinach, o wartości 100 mld juanów (20 miliardów dolarów amerykańskich).